# 1080分落語会
1080分落語会（せんはちじゅっぷんらくごかい）は、1971年11月11日午前7時から、翌日の11月12日午前1時にかけて開催された上方落語界におけるホール落語の単発イベントおよび、同名の特別番組。
朝日放送（ABC、現・朝日放送グループホールディングス）主催、上方落語協会後援、不二食品協賛。会場はABCホール（2代目）。
タイトル通り1080分すなわち18時間という異例の長時間で行われた長丁場イベントであり、観客が多数詰めかけ、上方落語ブームのきっかけとなった。また、主催の朝日放送により全席がラジオ放送で生中継のうえ、放送音声が録音され再放送用アーカイブとなったほか、その一部が3枚組LPレコードとして発売された（後述）。

## 開催に至る経緯
1971年は、朝日放送ラジオ（ABCラジオ）の開局20周年で、ラジオ電波の送信出力を50キロワットへ増力することが許可された年でもあった。これらを記念し、同局のプロデューサーだった狛林利男が長時間の落語イベントを企画。タイトルの数字および開場時間は、当時の送信周波数である1010キロサイクルの「1010」に、「20」周年および「50」キロワットのそれぞれの数字を足して「1080」とした。
当初狛林は、6代目笑福亭松鶴と3代目桂米朝の2人で18時間交互に演じてもらおうとしたが、それを聞いた6代目松鶴は「アホとちゃいまっか……」と一喝。3代目米朝も狛林に「そんな、むちゃなこと言うたらあきまへん」と告げたものの、「大阪の落語家も今増えてるさかいに、全員が出てやる言うんやったら出来るかもわからへんなぁ」とアドバイスした。そうして上方落語協会に当時所属していた56人（講談師の3代目旭堂南陵を含む）のうち、46人が出演し、55席の落語と1席の講談のほか、大喜利、隠し芸、10代目桂小米、2代目桂春蝶、5代目笑福亭光鶴、3代目桂文我、2代目笑福亭松之助、米朝、橘ノ圓都が参加しての「お題噺」などのプログラムがまとまった。

## 当日のプログラム
★は、のちに発売されたレコード（後述）に収録されたプログラム。
| 時間      | 演目              | 演者                                     |
| --------- | ----------------- | ---------------------------------------- |
| 午前7:00  | 口上★             | 6代目笑福亭松鶴 / 3代目桂春団治          |
|           | 江戸荒物          | 3代目桂べかこ（のちの3代目桂南光）       |
|           | 三人旅            | 笑福亭鶴三（のちの6代目笑福亭松喬）      |
|           | 尻餅              | 4代目林家小染                            |
|           | いらちの愛宕詣り  | 10代目桂小米（のちの2代目桂枝雀）        |
|           | 子ほめ            | 桂春若                                   |
|           | 軒づけ            | 桂米蔵                                   |
|           | 軽業              | 6代目笑福亭松鶴                          |
|           | 履歴書            | 桂音也                                   |
|           | 相撲場風景        | 3代目林家染三                            |
| 午前10:00 | 鉄砲勇助          | 4代目桂春之助（のちの4代目桂春団治）     |
|           | 色ごと根問        | 3代目笑福亭仁鶴                          |
|           | 小倉船            | 2代目林家染二（のちの4代目林家染丸）     |
|           | 替り目            | 桂朝太郎                                 |
|           | 高尾★             | 3代目桂春団治                            |
|           | ふたなり          | 4代目桂文紅                              |
|           | 七度狐★           | 桂三枝（のちの6代目桂文枝）              |
|           | 手水回し★         | 笑福亭鶴光                               |
| 午後1:00  | 不動坊            | 桂朝丸（のちの2代目桂ざこば）            |
|           | 宿替え★           | 10代目桂小米                             |
|           | 豆屋              | 3代目桂米紫                              |
|           | 寄合酒            | 笑福亭呂鶴                               |
|           | 稽古屋★           | 3代目桂小文枝（のちの5代目桂文枝）       |
|           | つる              | 笑福亭松葉                               |
|           | 孝行糖            | 桂扇朝（のちの2代目桂歌之助）            |
|           | 蘇生              | 3代目旭堂南陵                            |
|           | 坊主茶屋★         | 月亭可朝                                 |
|           | あみだ池          | 2代目露乃五郎（のちの2代目露の五郎兵衛） |
|           | 壺算              | 3代目桂米朝                              |
| 午後4:00  | ぜんざい公社      | 2代目桂春蝶                              |
|           | 居酒屋            | 4代目桂小春（のちの4代目桂福団治）       |
|           | ちしや医者        | 笑福亭福笑                               |
|           | あくび指南        | 3代目桂文我                              |
|           | 狸賽              | 桂きん枝（のちの4代目桂小文枝）          |
|           | 狸茶屋★           | 6代目笑福亭松鶴                          |
|           | 無いもの買い      | 笑福亭仁智                               |
|           | 黄金の大黒        | 月亭八方                                 |
|           | お好み焼き        | 3代目林家染語楼                          |
| 午後7:00  | 初天神            | 5代目笑福亭光鶴（のちの5代目笑福亭枝鶴） |
|           | 尿瓶の花活★       | 橘ノ圓都                                 |
|           | 崇徳院            | 初代桂すずめ（のちの11代目桂小米）       |
|           | 眼鏡屋盗人        | 露の団平（のちの露の慎悟）               |
|           | テレビアラカルト★ | 2代目笑福亭松之助                        |
|           | くしゃみ講釈★     | 3代目笑福亭仁鶴                          |
|           | 池田の猪買い      | 2代目桂米太郎                            |
|           | 親子酒            | 桂文珍                                   |
|           | 指南書            | 初代森乃福郎                             |
|           | 蔵丁稚            | 笑福亭花丸                               |
|           | みかん屋          | 笑福亭松枝                               |
|           | 昭和任侠伝★       | 2代目桂春蝶                              |
|           | うなぎや          | 露の団丸（のちの4代目立花家千橘）        |
|           | 一人酒盛り        | 6代目笑福亭松鶴                          |
|           | 浮世床            | 2代目露乃五郎                            |
|           | へっつい盗人      | 桂小米                                   |
|           | 道具屋            | 桂米輔                                   |
|           | 牛ほめ            | 3代目桂小文枝                            |
| 午前1:00  | 天狗さし★         | 3代目桂米朝                              |
| 終演      | 手締め★           | 3代目桂米朝、観客                        |

## 当日の状況
一番乗りの観客がホール玄関前に並んだのは前夜の22時で、徹夜組は50名を数えた。午前3時ごろ、酒に酔った状態でホールに現れた4代目林家小染は徹夜で客が開場を待っていることに感激し、そのまま玄関前で落語を2席披露した。
定員600人だった当時のABCホールは終始立ち見が出る混雑ぶりで、全時間の総観客数はのべ5000人に達した。そのほとんどはラジオの深夜放送をきっかけにタレントとしての落語家に親しんだ若者層だった。当時観客として参加した若者たちのうち、落語界に入った人物に笑福亭鶴瓶や、落語作家となった小佐田定雄がいる。開演から終演まで18時間ぶっ通しで聞き続けた観客は50人いたとされ、前記の小佐田定雄はその一人だった。

## 記録
レコード
この落語会から抜粋された、12席の落語などが収録された3枚組LPレコード「上方落語大全 朝日放送1080分落語会実況録音盤」がテイチクレコードから発売された（ABC-24）。
1. 口上：6代目笑福亭松鶴・3代目桂春団治
2. 『七度狐』桂三枝
3. 『稽古屋』3代目桂小文枝
4. 『手水回し』笑福亭鶴光
5. 『テレビアラカルト』2代目笑福亭松之助
6. 『宿替え』10代目桂小米
7. 『尿瓶の花活』橘ノ圓都
8. 『坊主茶屋』月亭可朝
9. 『高尾』3代目桂春団治
10. 『くしゃみ講釈』3代目笑福亭仁鶴
11. 『狸茶屋』6代目笑福亭松鶴
12. 『昭和任侠伝』2代目桂春蝶
13. 『天狗さし』3代目桂米朝
14. 手締め：3代目桂米朝

このうち2代目春蝶の『昭和任侠伝』については、CD-ROM『古今東西噺家紳士録』にも収録された。
放送アーカイブ
会はABCラジオで生中継されたほか、一部演目は同局で深夜に放送されていた『ミッドナイト寄席』でも流された。

## 影響
開催以降、6代目松鶴による「島之内寄席」、3代目桂米之助らによる「岩田寄席」など、自信を深めた落語家自身の主催による落語会が次々旗揚げされるといった影響があり、朝日放送ラジオの演芸放送の歴史の中において、黄金期の一つを象徴する番組となった。